# Steamboat Bill, Jr.
Steamboat Bill, Jr. (bra: Marinheiro de Encomenda ou Capitão Bill Jr.; prt: Marinheiro de Água Doce) é um filme mudo estadunidense de 1928, do gênero comédia de ação, dirigido por Charles Reisner para a United Artists e estrelado por Buster Keaton.
É o último produto da equipe de produção independente e grupo de escritores de gags de Keaton. Não foi um sucesso de bilheteria e se tornou o último que Keaton fez para a United Artists.  Keaton acabou se mudando para a Metro-Goldwyn-Mayer, onde fez um último filme em seu estilo característico, The Cameraman, antes de seu controle criativo ser levado pelo estúdio.
O filme, batizado com o nome de uma canção popular de Arthur Collins 1911, "Steamboat Bill", também contava com Ernest Torrence, Marion Byron e Tom Lewis. Em 2016, o filme foi selecionado para preservação no National Film Registry  dos Estados Unidos pela Biblioteca do Congresso.
O filme é conhecido pelo que pode ser considerada a cena mais famosa de Keaton: a fachada de uma casa inteira cai em cima dele enquanto ele está no lugar perfeito para passar pela janela aberta do sótão, em vez de ser esmagado.

## Sinopse
Dois barqueiros disputam passageiros em River Junction: o capitão William Canfield e o poderoso John James King. Um dia o filho de William chega à cidade e apaixona-se logo por quem? Marion King, a filha do rival.

## Elenco
- Buster Keaton como William Canfield, Jr.
- Ernest Torrence como William "Steamboat Bill" Canfield, Sr.
- Marion Byron como Kitty King
- Tom McGuire como John James King
- Tom Lewis como Tom Carter
- Joe Keaton como o barbeiro

## Produção
A ideia original para o filme veio do colaborador de Charlie Chaplin, Charles Reisner, que era o diretor.  Keaton, que dirigiu ou co-dirigiu muitos de seus filmes anteriores, foi um co-diretor não creditado neste projeto.  Em junho de 1927, Keaton viajou para Sacramento, Califórnia, e gastou mais de 100.000 dólares em construções, incluindo um píer. Os planos originais pediam um final com uma sequência de inundação, mas devido a grande enchente do Rio Mississippi em 1927, o produtor Joseph Schenck forçou Keaton a cortar a sequência. Keaton também gastou mais US $ 25.000 para a cena do ciclone, que incluiu sets na rua e seis poderosas máquinas eólicas Liberty. A cena do ciclone custou um terço do orçamento total do filme, estimado entre US$ 300.000 e US$ 404.282. O próprio Keaton, que calculou e executou suas próprias cenas de ação, foi suspenso por um cabo do guindaste que o arremessou de um lugar para outro como se estivesse no ar. 

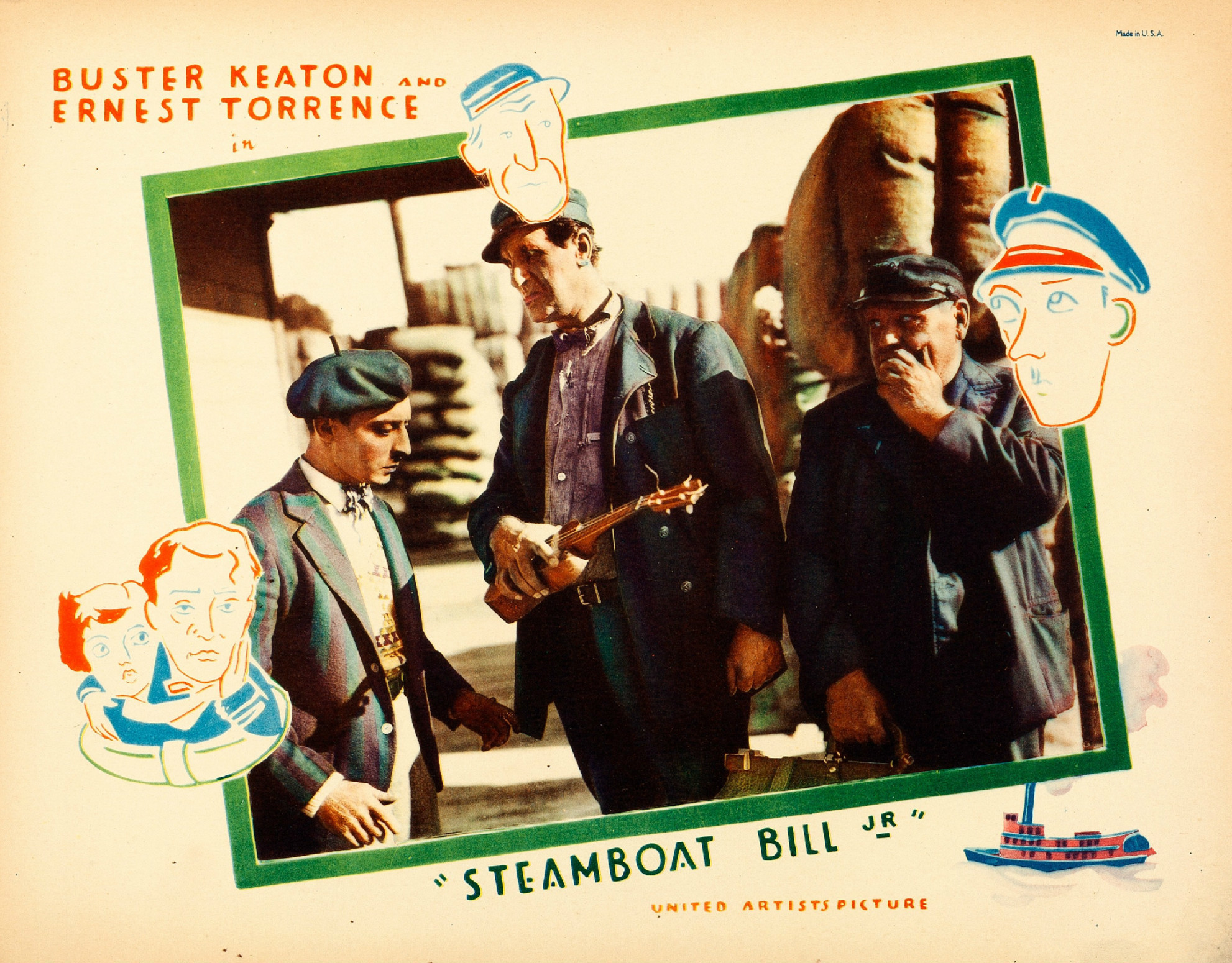
Cartão de entrada

As filmagens começaram no dia 15 de julho de 1927, em Sacramento. A produção atrasou porque Keaton quebrou o nariz em um jogo de beisebol. O filme inclui a façanha mais famosa de Keaton: uma fachada de prédio inteira desmoronando ao redor dele. A janela aberta do sótão se encaixa perfeitamente em torno do corpo de Keaton quando ele cai, chegando a centímetros de achatá-lo. (Keaton realizou um feito similar, embora menos elaborado, em seus primeiros curtas-metragens One Week e Back Stage). Keaton fez a cena com uma fachada real de duas toneladas e sem truques.
No final das filmagens, Schenck anunciou a dissolução da Buster Keaton Productions. Keaton filmou a cena arriscada, não se importando se ele vivesse ou morresse, depois dizendo "Eu estava com raiva na época, ou eu nunca teria feito". A marca no chão dizendo a Keaton exatamente onde ficar para não ser esmagado era um prego. Keaton disse mais tarde que filmar a tomada foi uma das suas maiores emoções.
É um dos poucos filmes de Keaton que faz referência à sua fama. Na época das filmagens, ele havia parado de usar seu chapéu pork pie, sua marca registrada, com uma copa curta e plana. Durante uma cena inicial em que seu personagem experimenta uma série de chapéus (algo que foi copiado várias vezes em outros filmes), um vendedor de roupas coloca rapidamente o chapéu característico em sua cabeça, mas ele rapidamente o rejeita, jogando-o fora.

## Recepção
Steamboat Bill, Jr. foi um fracasso de bilheteria e recebeu críticas mistas após o seu lançamento. Variety descreveu o filme como "uma excelente comédia" e "um dos melhores de Keaton".  O crítico da revista The Film Spectator apontou "talvez a melhor comédia do ano até agora" e aconselhou "os expositores devem ir atrás dela".  Uma análise menos entusiasmada do Harrison's Reports afirmou que "há muitas situações durante todo o tempo que causam risos", enquanto observa que "o enredo é sem sentido". Mordaunt Hall, do New York Times, considerou o filme uma "comédia sombria" e um "caso lastimável".
Ao longo dos anos, Steamboat Bill Jr. tornou-se uma obra-prima da sua época. Atualmente, o agregador de resenhas Rotten Tomatoes relata que 100% dos críticos deram ao filme uma análise positiva com base em 16 avaliações, com uma pontuação média de 9,1/10, com uma audiência acima de 90%.  O filme foi incluído no livro 1001 filmes que você deve ver antes de morrer.

## Legado
O filme inspirou o título de Steamboat Willie(1928) de Walt Disney, que foi lançado seis meses depois e é considerado a estreia de Mickey Mouse.
A famosa cena da casa foi recriada várias vezes no cinema e na televisão (embora com materiais mais leves e medidas de segurança mais contemporâneas), incluindo o episódio de MacGyver de 1991, " Deadly Silents"; o episódio de 2004 de Arrested Development "The One Where They Build a House" (interpretado pelo personagem do show chamado Buster); e o episódio 7 na primeira temporada de Lucha Underground, com uma escada.
Deadpan, um trabalho de 1997 do cineasta e diretor inglês Steve McQueen, também foi inspirado por Steamboat Bill, Jr. McQueen está no lugar de Keaton quando uma fachada de casa cai sobre ele. Este filme foi filmado de vários ângulos, e a cena se repete várias vezes enquanto McQueen permanece aparentemente inalterado.